# Beifuß-Mönch

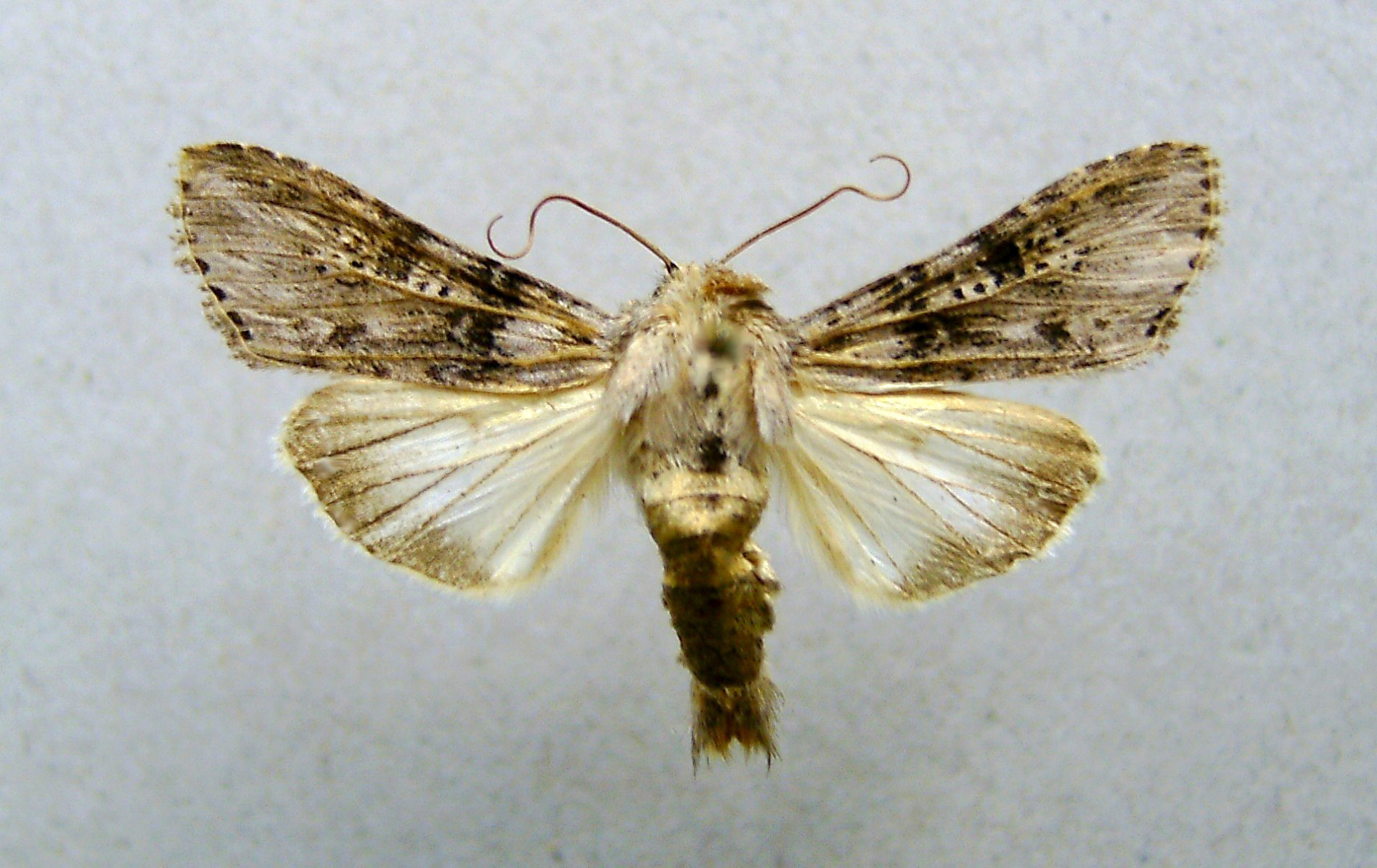
Präparierter Beifuß-Mönch

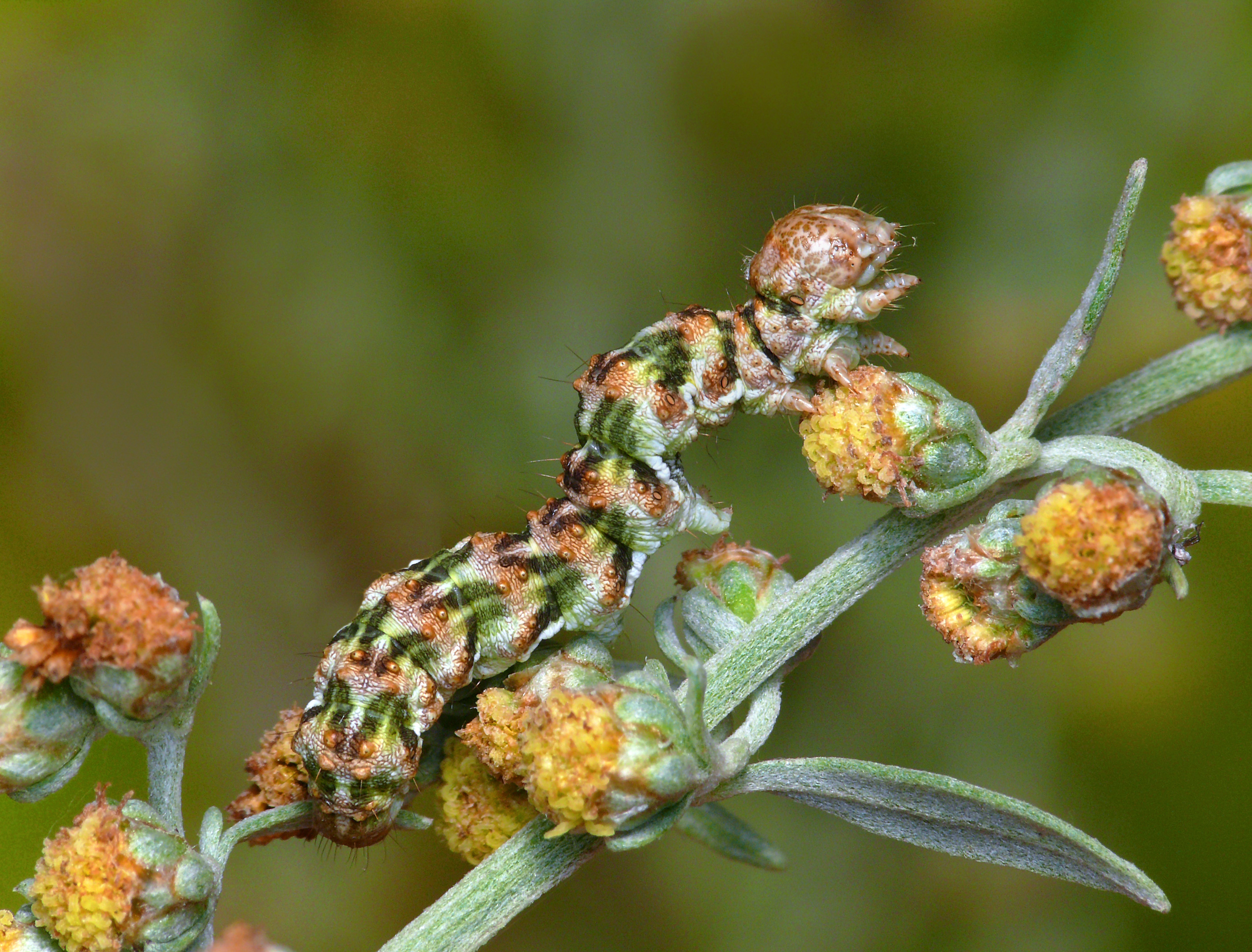
Raupe des Beifuß-Mönchs

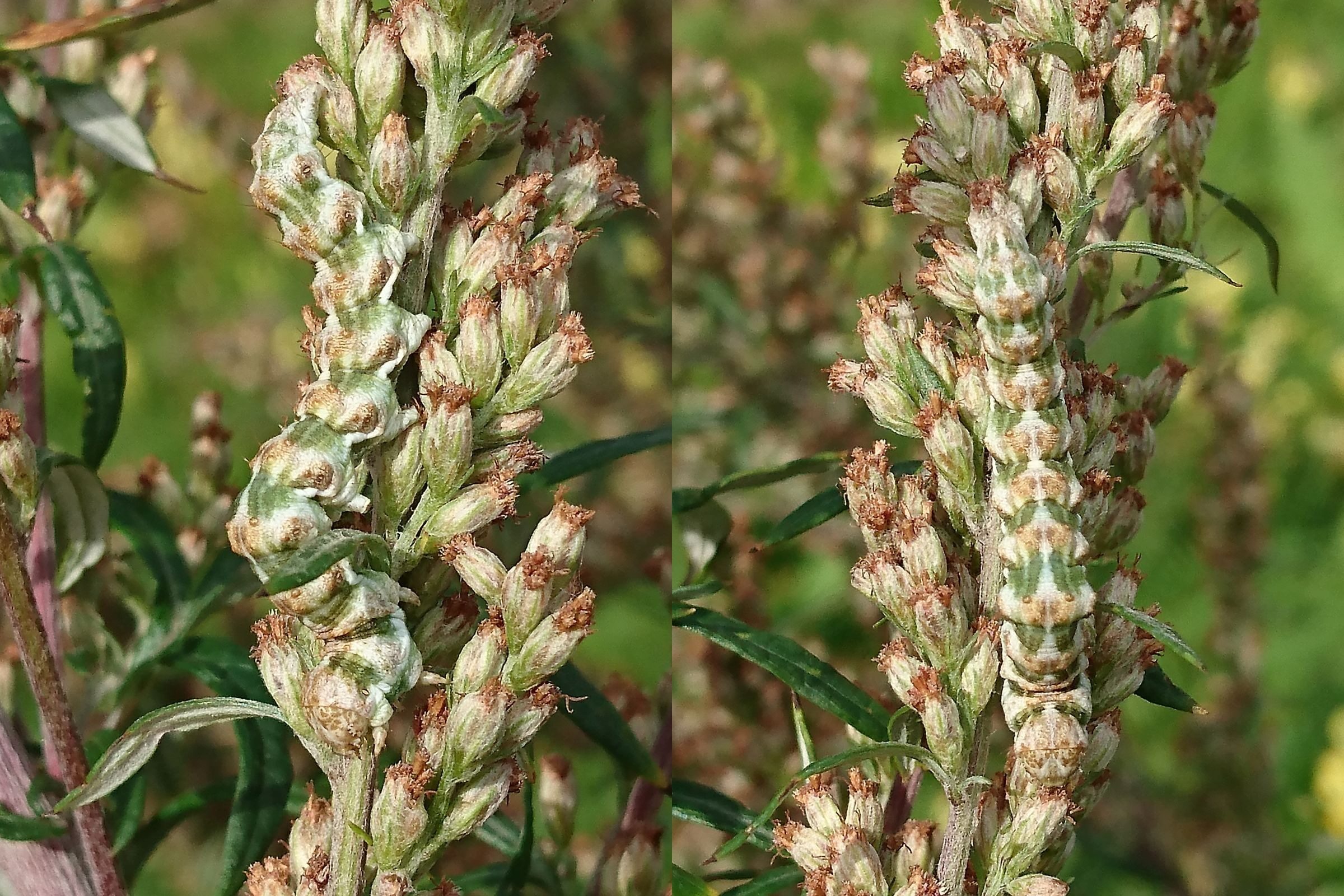
Raupe des Beifuß-Mönchs

Der Beifuß-Mönch (Cucullia absinthii, Syn.: Cucullia artemisiae), auch Wermutmönch genannt, ist ein Schmetterling (Nachtfalter) aus der Familie der Eulenfalter (Noctuidae).

## Merkmale

### Falter
Die Falter erreichen eine Flügelspannweite von etwa 35 bis 44 Millimetern. Die Vorderflügel sind schmal und von blasser grauer bis braungrauer Grundfärbung. Sowohl die innere als auch die äußere Querlinie sind undeutlich ausgebildet. Als Begrenzung der verschwommenen Makel sind deutliche schwarze Punkte erkennbar, die auch innerhalb der Makel liegen können. Das Mittelfeld ist verdunkelt. Am Saum heben sich keilförmige schwarze Flecke hervor. Die Hinterflügel sind weißlich, nach außen in einen Grauton übergehend. Auf dem Abdomen ist der Rückenkamm deutlich entwickelt.

### Raupe
Junge Raupen zeigen ein einfaches grün-weißes streifenförmiges Muster. Bei den erwachsenen Tieren sind höckerartig verdickte, grünliche Segmente charakteristisch, die mit großen, halbmondförmigen, rötlichbraunen Zeichnungselementen versehen sind. Rücken-, Nebenrücken- und Seitenlinien sind dünn und von weißer Farbe. Der Kopf ist gelb und bräunlich gefleckt.

### Puppe
Die Puppe ist überwiegend gelblich gefärbt, wobei jedoch die Flügelscheiden grünlich schimmern. Der Kremaster ist kurz und spatelförmig.

### Ähnliche Arten
Während sich die Falter aufgrund der markanten Zeichnung leicht von anderen Möncharten unterschieden lassen, können die Raupen mit denjenigen des Silbermönchs (Cucullia argenthea) verwechselt werden, sind aber kontrastärmer gezeichnet, insbesondere da argenthea einige dunkel violette Zeichnungselemente besitzt.

## Geographisches Vorkommen und Lebensraum
Die Art ist durch fast ganz Europa verbreitet und fehlt nur in den sehr nördlichen und sehr südlichen Randzonen. Ihre östliche Ausdehnung umfasst Kleinasien, das Kaukasusgebiet, den Nordiran und reicht weiter bis Westsibirien, das Altai-Gebirge, das Tian-Shan-Massiv, hier nachgewiesen in der Ili-Region, am Yssykköl (auch Issyk-kul, Kirgisistan), im Kirgisischen Gebirge, bei Naryn (Kirgisistan) und bei Scharkent (Kasachstan) sowie im Tarbagatai-Gebirge. In den Alpen steigt sie bis auf 1600 Meter Höhe. Der Beifuß-Mönch ist vorwiegend auf Sandböden anzutreffen, so an trockenen Hängen sowie auf Ödländereien und Schuttplätzen, wo die Hauptnahrungspflanze der Raupen (Wermut) wächst. Gelegentlich wurden Raupen auch schon an angepflanzten Wermut in Gärten gefunden.

## Lebensweise
Die Art bildet in der Regel eine Generation im Jahr, deren Falter von Ende Mai bis Anfang August fliegen. Axel Steiner gibt dagegen lediglich Anfang Juli bis Mitte August für die Flugzeit der Falter in Baden-Württemberg an. Die fluggewandten Falter sind dämmerungs- und nachtaktiv und werden von künstlichen Lichtquellen nur wenig angezogen. Sie saugen Nektar. Die Raupen ernähren sich überwiegend von Gemeinem Beifuß (Artemisia vulgaris), Wermut (Artemisia absinthium) und untergeordnet auch Feld-Beifuß (Artemisia campestris). Jüngere Raupen fressen zunächst an den Blüten, später an den Fruchtständen. Aufgrund ihrer Färbung sind sie hervorragend an ihre Umgebung angepasst und so weitestgehend vor Feinden geschützt. Sie verpuppen sich im Herbst im Boden, wobei die Puppen gelegentlich zwei Jahre überliegen.

## Gefährdung
In den meisten seiner Vorkommensgebiete in Deutschland ist der Beifuß-Mönch selten. Er wird auf der Roten Liste gefährdeter Arten auf der Vorwarnliste geführt.

## Systematik und Taxonomie
Die Art wurde 1761 von Carl von Linné als Phalaena Noctua absinthii aufgestellt. Die Typlokalität ist Schweden. Die Art wurde auch unter dem Namen Phalaena Noctua punctigera durch Johann Siegfried Hufnagel im Jahr 1766 beschrieben sowie unter dem Namen Cucullia clausa durch Francis Walker im Jahr 1857. Beide Namen sind somit jüngere Synonyme von Cucullia absinthii (Linné, 1761).